# Didymocarpus antirrhinoides
Didymocarpus antirrhinoides là một loài thực vật có hoa trong họ Tai voi. Loài này được A.Weber mô tả khoa học đầu tiên năm 1983.